# Bałakława
Bałakława (ukr. Балаклава, krymskotat. Balıqlava, ros. Балаклава) – miejscowość na Krymie (Ukraina), do 1957 samodzielne miasto, obecnie część Sewastopola.
Bałakława leży nad zatoką Morza Czarnego.

## Historia

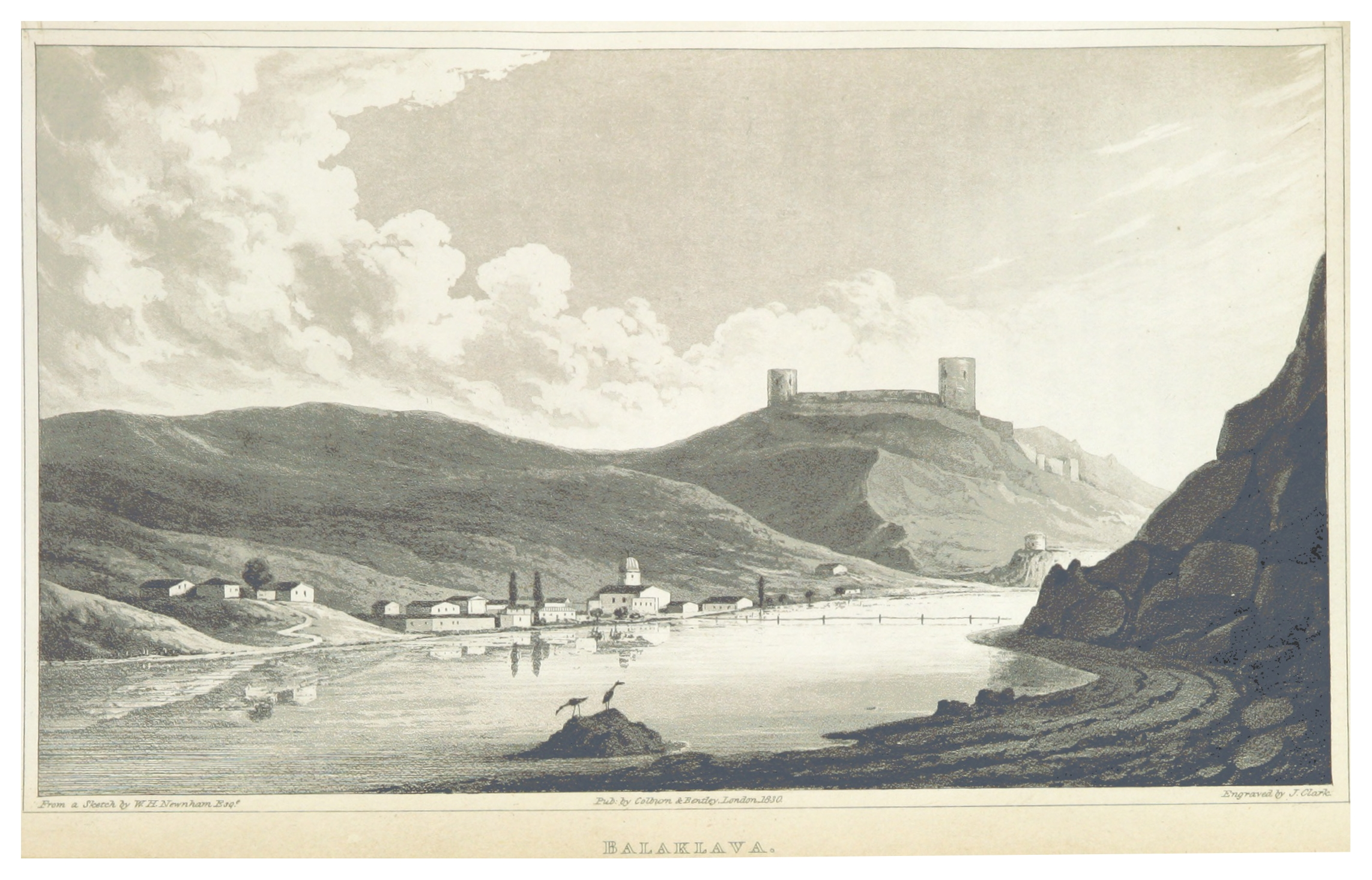
Balaklava, 1830.

Bałakława jest bardzo starą osadą, liczy ponad 3 tys. lat. Istnieją przypuszczenia, iż wzmianka o tej miejscowości znajduje się już w Odysei Homera. Od przełomu I/II wieku n.e. w Bałakławie stacjonowały wojska Cesarstwa Rzymskiego, które zbudowały tu fort. Pododdziały (łac. vexilationes) legionów z terenu Mezji Dolnej (łac. Moesia inferior) zapewniały bezpieczeństwo leżącego nieopodal miasta Chersonez, który był rzymskim protektoratem. 
Trwające od 1997 roku badania archeologiczne prowadzone są przez misję polsko-ukraińską (Uniwersytet Warszawski i Rezerwat Archeologiczny „Chersonez Taurydzki”). Badaniami ze strony polskiej kieruje prof. dr hab. Tadeusz Sarnowski. W trakcie badań ujawniono liczne pozostałości rzymskiej obecności, w tym świątynię poświęconą Jowiszowi Dolicheńskiemu (łac. Jupiter Dolichenus) oraz fort rzymski dla ok. 500 żołnierzy.
W miejscowości znajdują się ruiny genueńskiej twierdzy Czembalo, która to stała się inspiracją dla Adama Mickiewicza do napisania XVII sonetu krymskiego „Ruiny zamku w Bałakławie”.

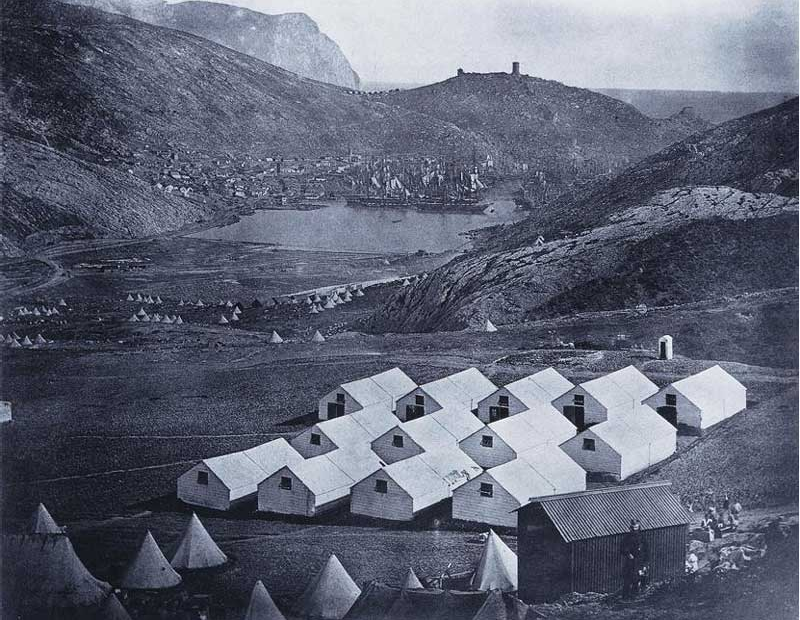
Angielski obóz wojskowy, 1854–1855.

W czasie wojny krymskiej, 25 października 1854 w pobliżu tej miejscowości miała miejsce bitwa, która przeszła do historii jako bitwa pod Bałakławą.
W czasach ZSRR wykuto w skałach zatoki w Bałakławie sztolnie, w których mieściły się jednostki 11 Dywizji Okrętów Podwodnych (JW 27201). Od 1959 r. Bałakława miała status garnizonu specjalnego przeznaczenia – w związku z dyslokacją w miejscowości składnicy broni nuklearnej Floty Czarnomorskiej (tzw. Obiekt 820, JW 90989). Kanał liczył 1,5 km długości, jego szerokość wahała się od 12-22 m, a głębokość 8-9 m. System kanałów mieścił 8 okrętów podwodnych i wydrążono go w skale o wysokości 126 m. Baza zaprojektowana została jako bunkier odporny na atak atomowy o sile 100 kiloton (dla porównania bomba zrzucona na Hiroszimę miała 10 kiloton). W skład stałego wyposażenia wchodziły rakiety (w tym także z głowicami atomowymi), a obsługa liczyła do 1500 osób. Arsenał wywieziono na przełomie 1990/91 roku. Obecnie obiekty byłej bazy wojskowej są udostępnione turystycznie.

## Liczba mieszkańców
- 1926 – 2324 osoby
- 1939 – 5148 osób
- 2001 – 30 000 osób
- 2006 – 40 000 osób

## Galeria

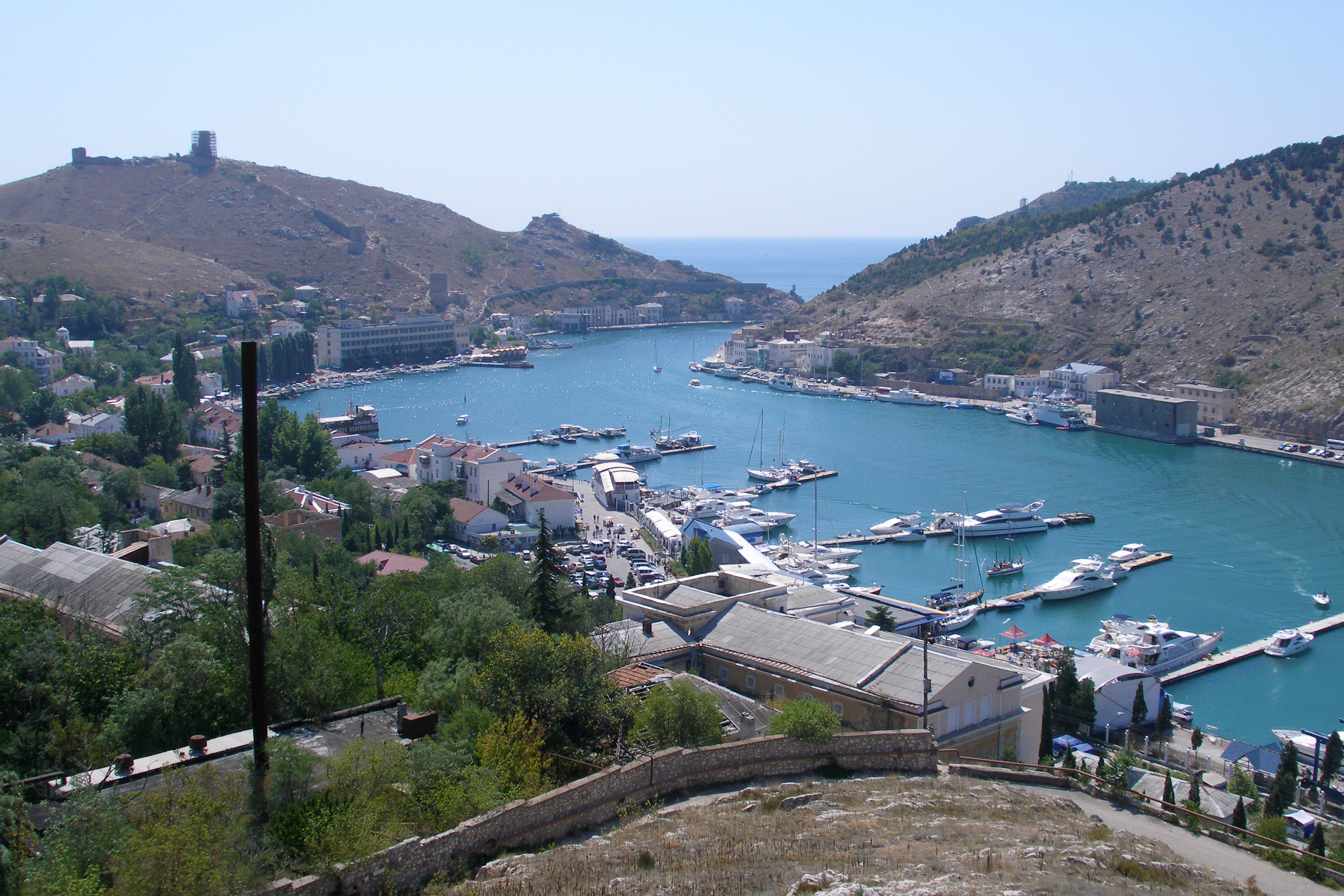
Zatoka, nad którą leży Bałakława
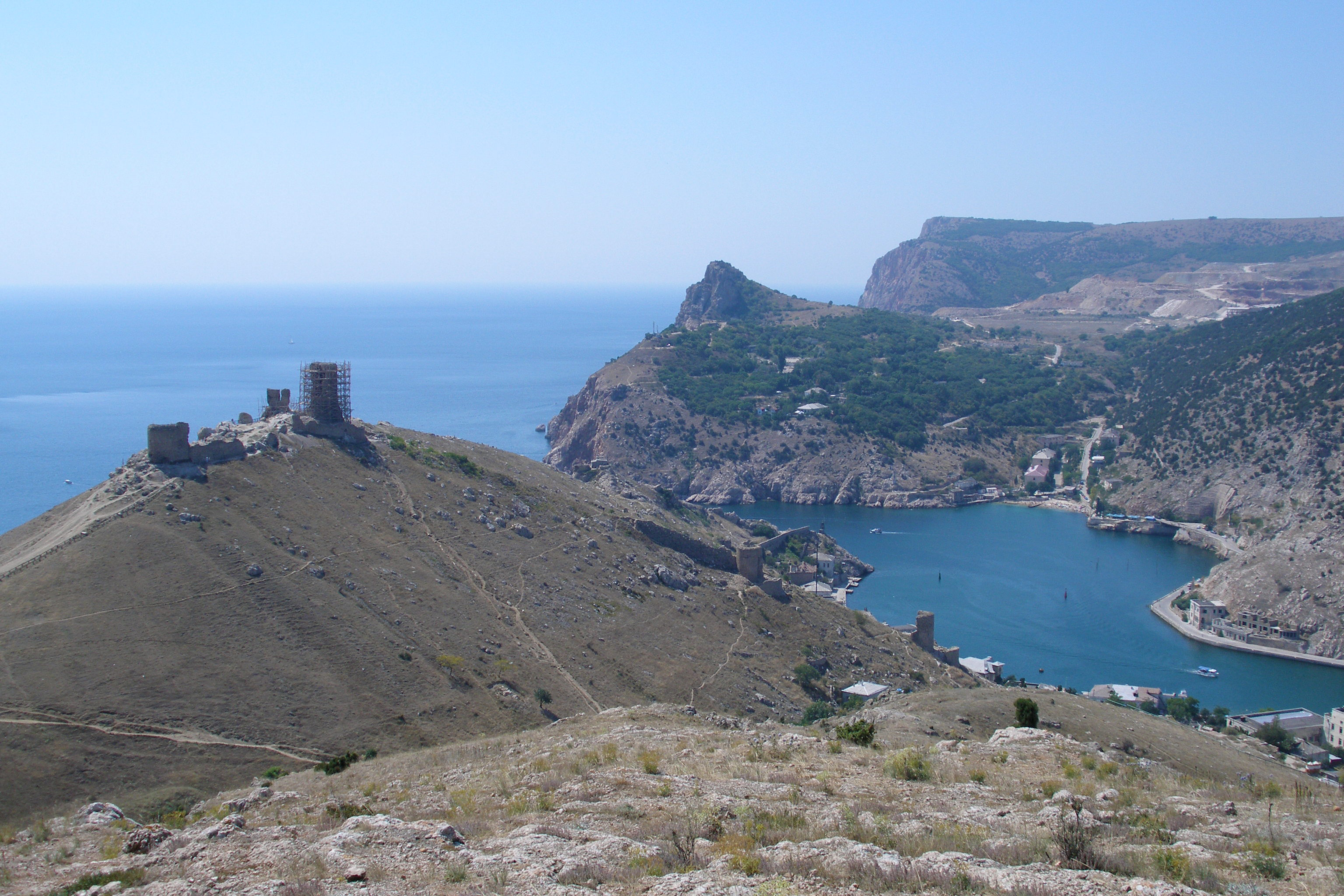
Twierdza Czembalo
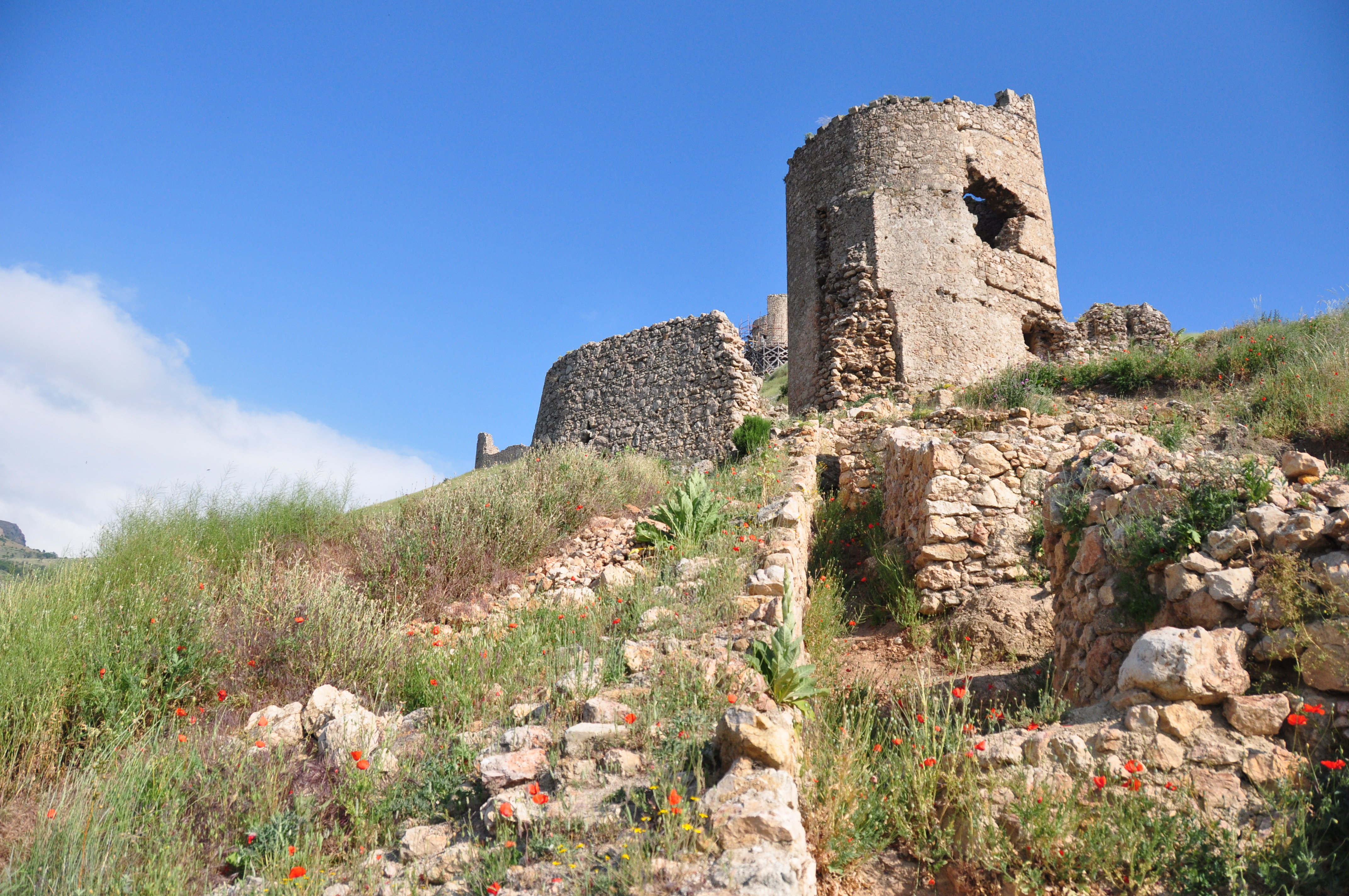
Wieża oraz szczątki muru twierdzy Czembało
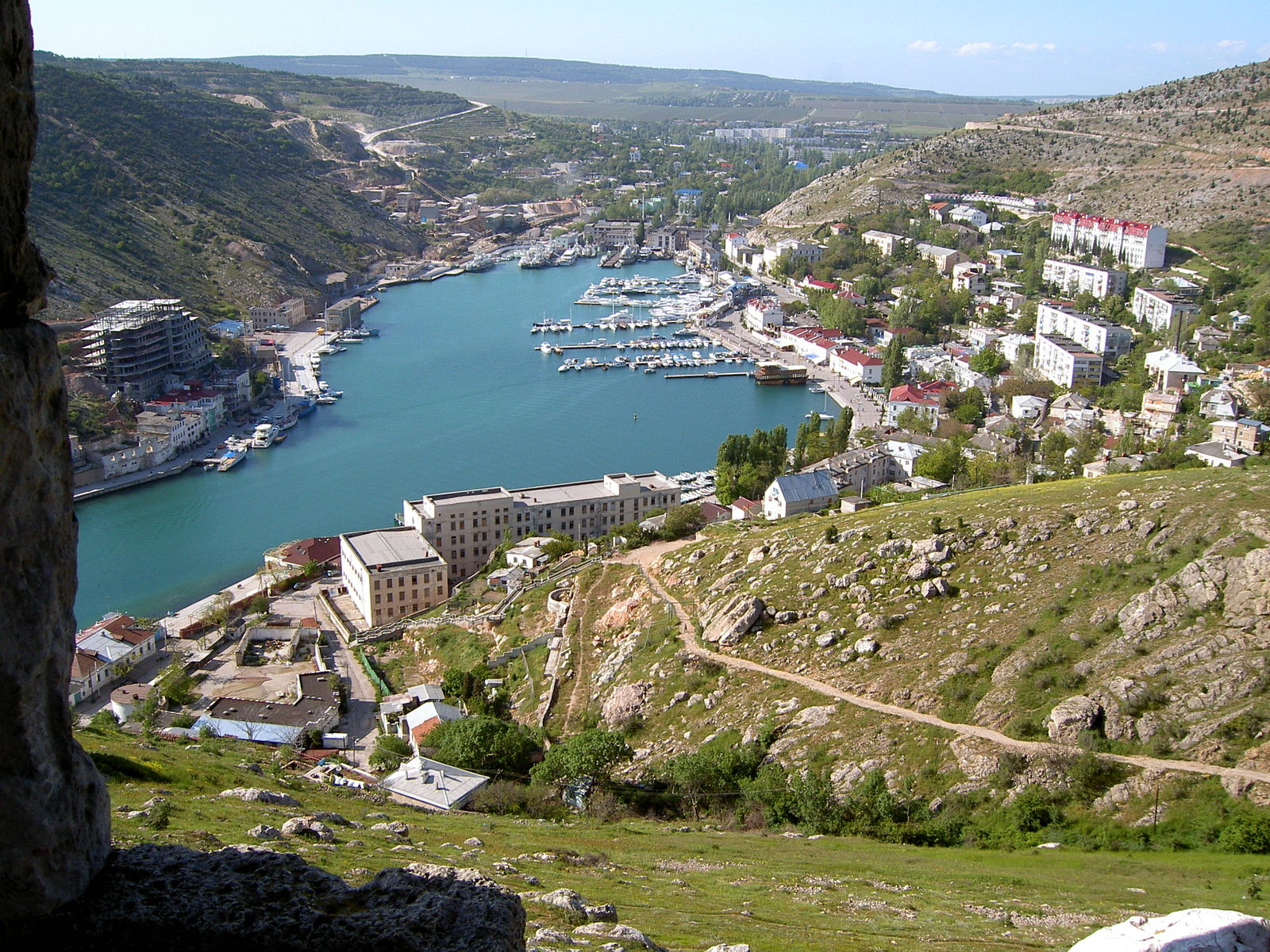
Widok na zatokę (2008 r.)
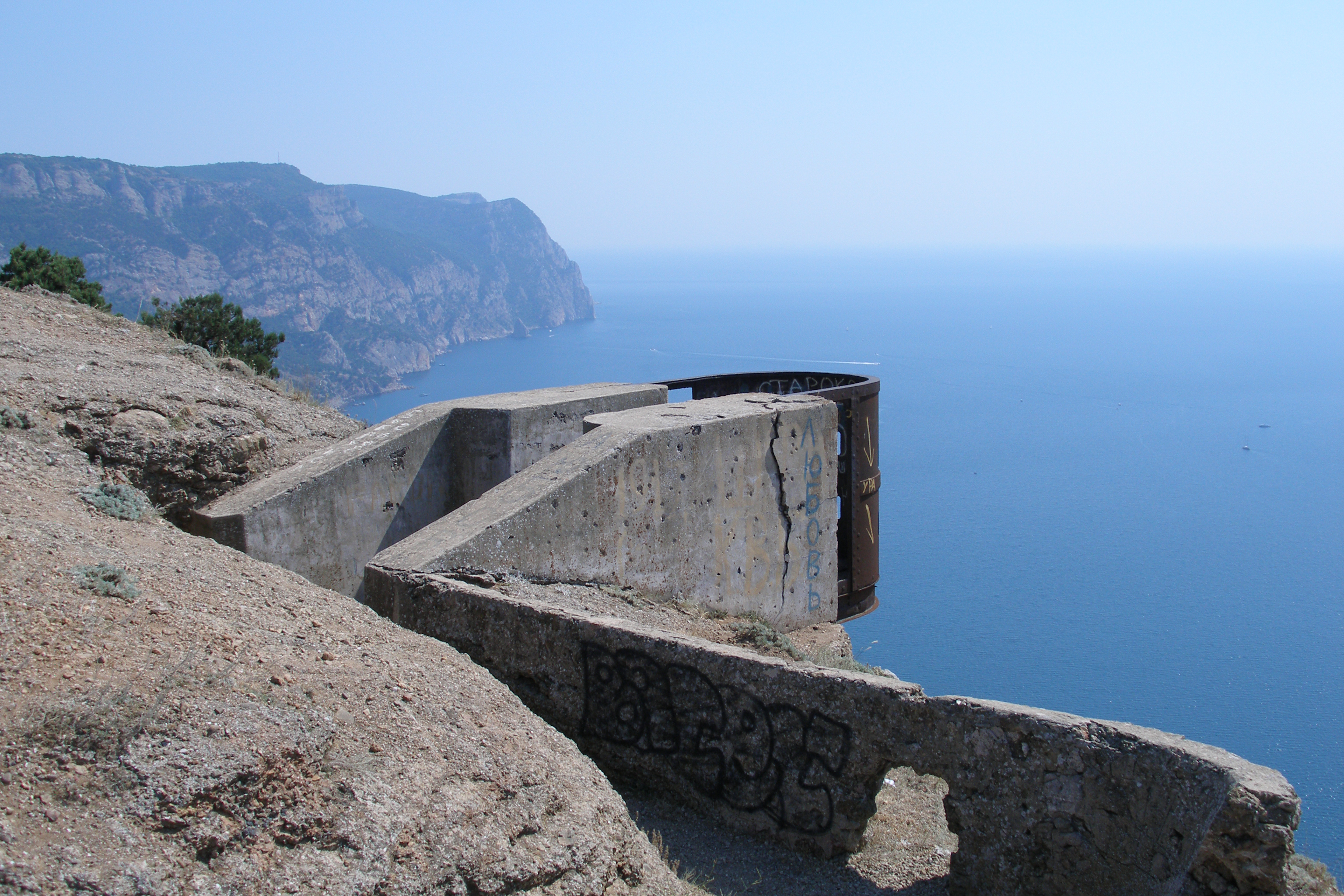
Widok w południowa stronę